# Etika Nikomachova
Etika Nikomachova též Níkomachova (řecky ἠθικὰ Νικομάχεια) je Aristotelovo dílo pojednávající o etice. Sestává z deseti knih, které byly původně samostatnými svitky, a předpokládá se, že jsou založeny na poznámkách z Aristotelových přednášek v Lyceu, které buď upravil jeho syn Nikomachus, případně je svému synovi Aristoteles věnoval.
Tématem díla je sokratovská otázka, jež byla zkoumána již v platónových dílech, tj. jak by měl člověk nejlépe žít. Ve své Metafyzice Aristoteles popisuje, jak Sókratés proměnil filosofii v lidské otázky, zatímco předsókratovská filosofie byla pouze teoretická.
Etika Nikomachova je pokládána za jedno z nejdůležitějších historických filosofických děl, měla významný vliv na Evropu ve středověku a stala se jedním ze základních děl středověké filosofie.